# Anton Gisler

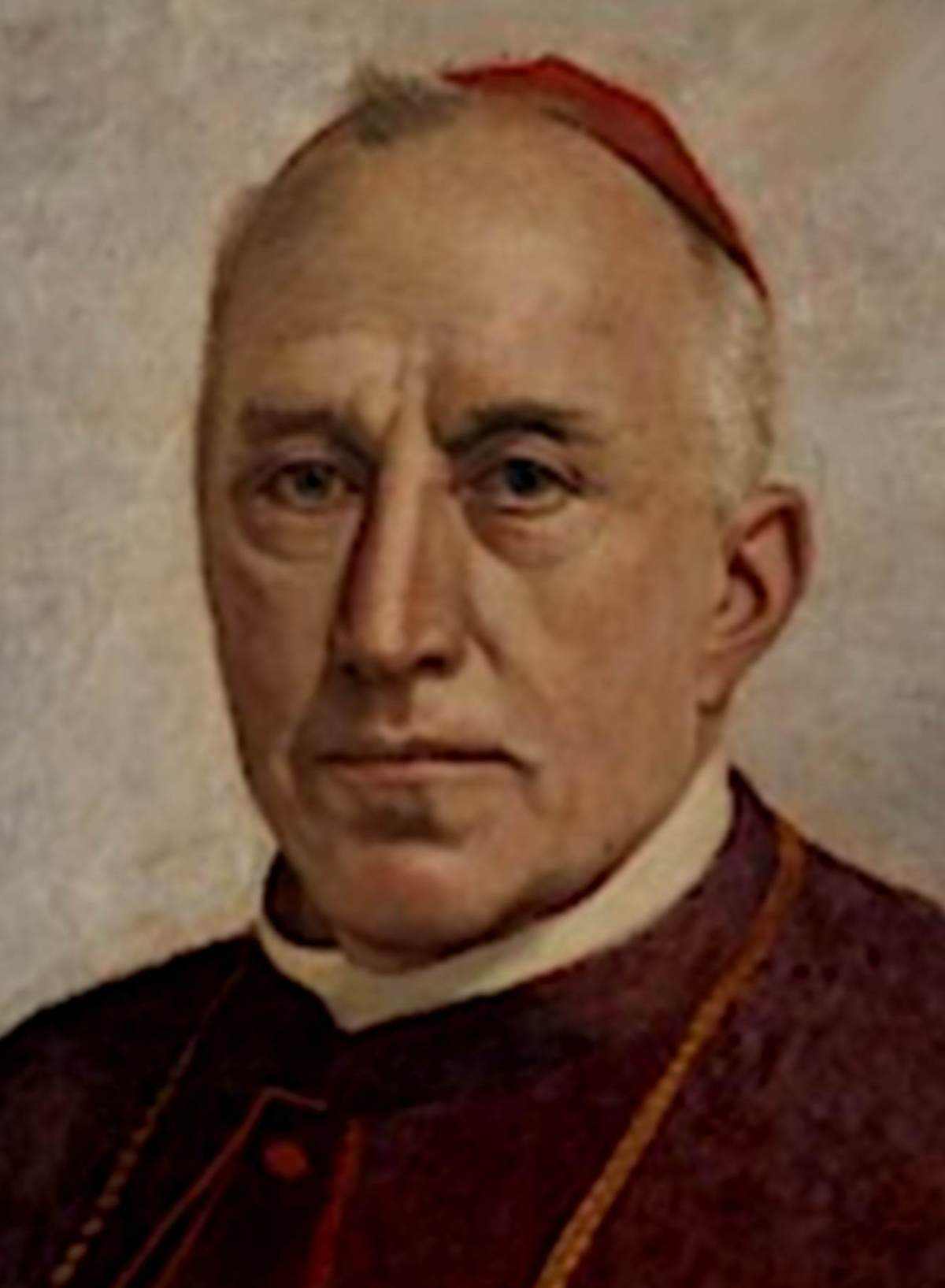
Anton Gisler, Koadjutor-Bischof von Chur 1928–1932

Anton Gisler (* 25. März 1863 in Bürglen UR; † 4. Januar 1932 in Chur) war ein Schweizer Theologe und Koadjutorbischof von Chur.

## Leben
Der Sohn des Gemeindeweibels Xaver
Gisler und seiner Ehefrau Katharina geb. Schuler besuchte das  Gymnasium in Altdorf UR und Einsiedeln. Von 1881 bis 1888  an der Päpstlichen Universität Gregoriana in Rom und promovierte dort zum Doktor der Philosophie und der Theologie. Am 28. Oktober 1887 in Rom zum Priester geweiht, war er 1888 Lehrer an der Kantonsschule in Uri und erhielt 1890 die Kaplanstelle in seinem Heimatort. 1893 berief ihn Bischof Johannes Fidelis Battaglia als Professor für Dogmatik, Pastoral und Homiletik am Priesterseminar St. Luzi in Chur. Er war 1900 Mitgründer und dann Mitarbeiter der Zeitschrift Schweizerische Rundschau. Er wurde 1906 Domherr und 1913 Regens in Chur. Am 20. April 1928 ernannte ihn Papst Pius XI. zum Koadjutor von Bischof Georg Schmid von Grüneck mit dem Recht der Nachfolge und gleichzeitig zum Titularbischof von Milevum. Konsekriert wurde er am 1. Juli 1928 durch den Apostolischen Nuntius in der Schweiz Erzbischof Pietro di Maria. Mitkonsekratoren waren Georgius Schmid von Grüneck, der Bischof von Chur und Robert Bürkler, der Bischof von St. Gallen.
Zu einer Nachfolge als Bischof von Chur kam es allerdings nicht, da er selbst wenige Monate vor seinem Vorgänger verstarb.
Auf dem 58. Katholikentag in Mainz im August 1911 hielt er eine Rede über Kirchlichkeit und Wissenschaft. Der Inhalt der Rede sorgte in der liberalen Presse für Spott: „Der Antimodernisteneid wird mit jesuitischer Spitzfindigkeit sowohl verteidigt wie in seiner Verbindlichkeit für die Priester unterhöhlt [...]. Da findet sich ein einfacher Menschenverstand, für den ein Eid eben ein Eid ist und kein Gummiband, nicht mehr hindurch.“ Seine bedeutendste Schrift ist Der Modernismus von 1912, in der er auf der antimodernistischen Linie von Papst Pius X. steht. Zeitgenossen bescheinigten ihm aber modernistische Tendenzen.